# Golant
Golant (en cornique : Golnans) est un village du sud des Cornouailles, au Royaume-Uni. Il se trouve sur la rive ouest de la fleuve Fowey et dans la paroisse civile de St Sampson.
Golant se trouve à environ 3 km au nord de Fowey et 11 km à l'est de St Austell.
L'église de Golant est dédiée à Samson de Dol. L'église est mentionnée dans le livre England's Thousand Best Churches de Simon Jenkins.
Le village se trouve sur le sentier de longue randonnée Saints' Way. 